# 井藤瞬
井藤 瞬（いとう しゅん、1994年2月9日 - ）は、日本の元俳優。 大阪府寝屋川市出身。メリーゴーランド所属。

## 略歴
2011年、第24回ジュノン・スーパーボーイ・コンテストで審査員特別賞を受賞する。2013年、テレビ朝日系『二十四の瞳』で俳優デビュー。
2015年、「流れる雲よ」で舞台に初出演する。
東海テレビ「さくらの親子丼」でレギュラー初出演。

## 出演

### テレビドラマ
- 二十四の瞳 (テレビ朝日、2013年8月13日放送)
- 超限定能力 フジテレビ ヤングシナリオ大賞(フジテレビ、2015年12月20日)
- Ｃｈｅｆ～三ツ星の給食～ 第5話(フジテレビ、2016年)
- 東海テレビ×WOWOW 共同製作連続ドラマ 犯罪症候群 第１話(WOWOW、2017年)
- さくらの親子丼(東海テレビ(CX系列)、2017年10月7日～) - 国井雅弘 役
- トドメの接吻 第1話、2話、7話(日本テレビ、2018年)
- バカボンのパパよりバカなパパ[1](ＮＨＫ、2018年) - 木下拳太郎 役
- 騎士竜戦隊リュウソウジャー 第13話(テレビ朝日、2019年)

### 配信ドラマ
- 野武士のグルメ（Netflix） 第5話

### 映画
- 検察側の罪人（2018年）
- 東京アディオス（2019年）
- 信虎（2021年） - 横手源七郎 役

### 舞台
- 流れる雲よ（2015年）
- アプリの王子様 〜恋愛シミュレーション編 〜Ver.2.1〜（2015年）
- ちっちゃな英雄(ヒーロー) サンリオピューロランド内フェアリーランドシアター（2016年3月- 9月)
- 露出狂（2016年）

### バラエティー
- BF会議（2014年 – 2015年）

### CM
- Right-On（ウェブ、店頭広告、2017年）
- 花王 「リーゼ フォーメン」（ウェブ、2017年）